# Pitcairnia jareckii
Pitcairnia jareckii là một loài thực vật có hoa trong họ Bromeliaceae. Loài này được Proctor & Cedeño-Mald. mô tả khoa học đầu tiên năm 2005.